# Kirchweyhe (Uelzen)
Kirchweyhe ist ein Ortsteil der niedersächsischen Hansestadt Uelzen. Kirchweyhe liegt vier Kilometer nördlich vom Uelzener Stadtkern an der Bundesstraße 4, die von Braunschweig über Uelzen nach Lüneburg führt.

## Geschichte
Die evangelische Georgskirche im Ort ist ein kleiner klassizistischer Saalbau aus Backstein. Sie wurde in den Jahren von 1835 bis 1837 nach Plänen von F. A. L. Hellner erbaut.
Am 1. Juli 1972 wurde Kirchweyhe in die Kreisstadt Uelzen eingegliedert.